# Площа Північноатлантичного альянсу
Пло́ща Північноатлантичного альянсу — площа у Солом'янському районі міста Києва. Площа розташована між вулицями Січеславською та Георгія Кірпи.

## Назва
Площа носить назву на честь військово-політичного союзу НАТО.

## Історія
19 вересня 2024 року безіменній площі між вулицями Січеславською та Георгія Кірпи присвоєно назву «площа Північноатлантичного альянсу».

## Примітка
1. ↑  Божок, Сніжана (20 вересня 2024). Вулиця Богдана Ступки та сквер Українського радіо: у Києві перейменували 13 об'єктів. Вечірній Київ. Архів оригіналу за 20 вересня 2024. Процитовано 9 березня 2025.